# 3833 Калінгаста
3833 Калінгаста (3833 Calingasta) — астероїд головного поясу, відкритий 27 вересня 1971 року.
Тіссеранів параметр щодо Юпітера — 3,541.